# Ashley Callus
Ashley John Callus (Brisbane, 10 de marzo de 1979) es un exnadador australiano especializado en pruebas de corta distancia estilo libre, donde consiguió ser campeón olímpico en 2000 en los relevos de 4 x 100 metros.

## Carrera deportiva
En los Juegos Olímpicos de Sídney 2000 ganó la medalla de oro en los relevos de 4 x 100 metros estilo libre, con un tiempo 3:13.67 segundos que fue récord del mundo, por delante de Estados Unidos y Brasil.
Ocho años después, en los Juegos Olímpicos de Pekín 2008 ganó la medalla de bronce en los relevos de 4 x 100 metros estilo libre, con un tiempo de 3:09.91 segundos que fue récord de Oceanía, tras Estados Unidos (oro) y Francia (plata).